# プラット・アンド・ホイットニー R-985

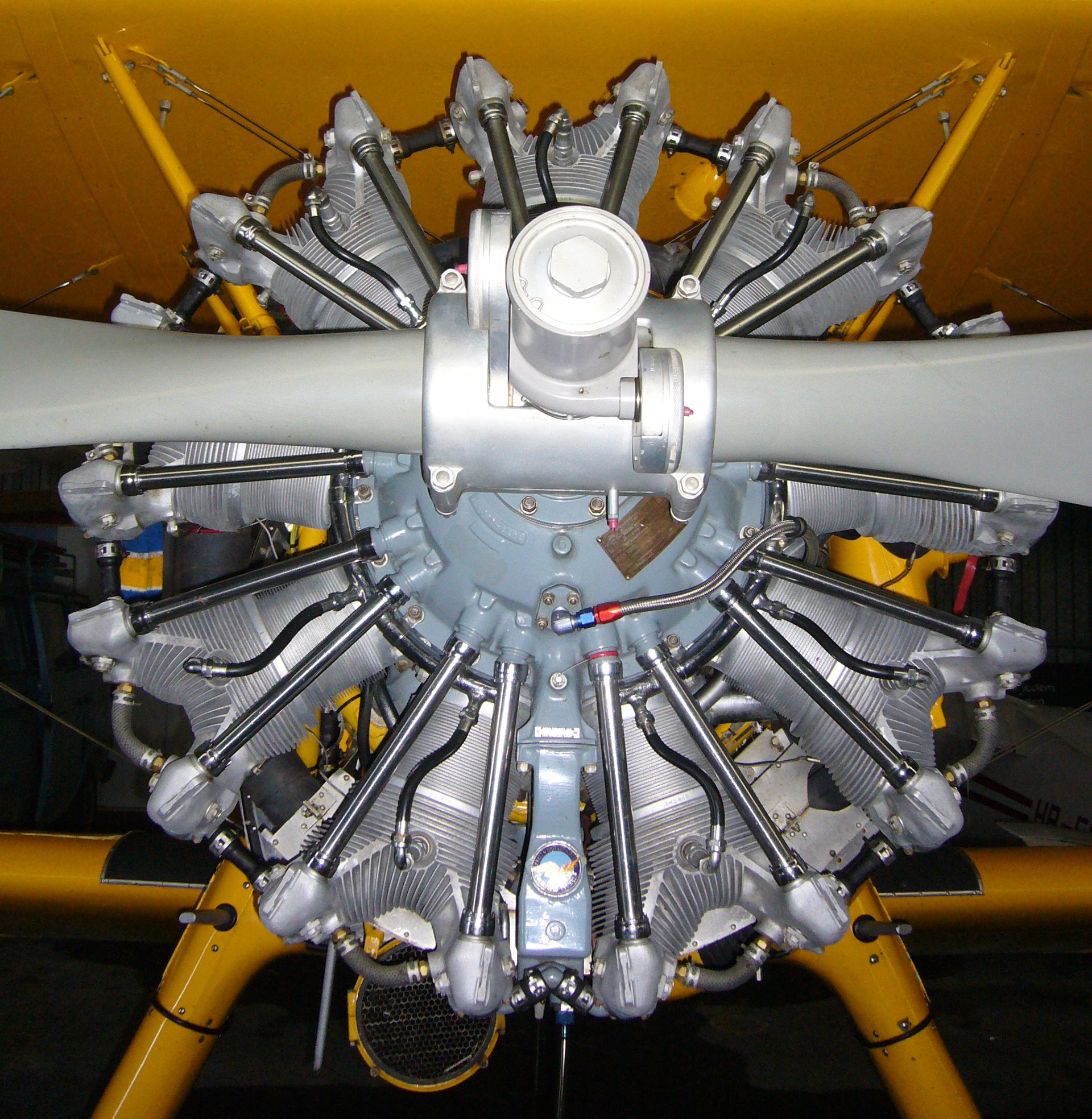
Pratt & Whitney R-985 AN-1

プラット・アンド・ホイットニー R-985 ワスプ・ジュニアは星型空冷エンジンで1930年代のアメリカ合衆国の航空機に幅広く搭載された。原型となったプラット・アンド・ホイットニー R-1340を縮小した派生型でワスプ系列の2番目である。9気筒の単列空冷星型エンジンである。排気量は985立方インチ(16.1 ℓ);シリンダ径と行程はそれぞれ 53⁄16 in (132 mm)である。
多くの軽量航空機に搭載され優れた評価を得て信頼された。多くのバリエーションでは出力450 hpだった。 

## 仕様 (R-985-TB)
- 形式:9気筒単列過給星型空冷式
- シリンダ径：5.2 in (132 mm)
- 行程:5.2 in (132 mm)
- 排気量:985 in³ (16.14 l)
- 全長：41.61 in (1,057 mm)
- 直径：45.75 in (1,162 mm)
- 重量：611 lb (277 kg)
- 弁装置：オーバーヘッドバルブ
- 過給器：単一速度ゼネラルエレクトリック製遠心式過給器8:1 減速？
- 燃料システム：2バレル Stromberg 気化器
- 燃料=80 オクタン価 ガソリン
- 冷却系:空冷
- 出力：440 hp (328 kW)  2,300 rpm 離陸時
- 出力毎の排気量:0.45 hp/in³ (20.32 kW/l)
- 圧縮比：　6.0:1

## 関連記事
- ワスプ (R-1340) 空冷、星型9気筒、21.96L, 410-600hp以上
- ツインワスプ・ジュニア (R-1535) 空冷、2重星型14気筒、25.15L, 825hp以上
- ツインワスプ (R-1830) 空冷、2重星型14気筒、29.99L, 1350hp以上
- ダブルワスプ (R-2800) 空冷、2重星型18気筒、45.96L, 2500hp以上
- ワスプ・メジャー (R-4360) 空冷、4重星型28気筒、71.05L, 3000-4300hp

## 搭載機
アメリカ合衆国
- Air Tractor AT-300
- Barkley-Grow T8P-1
- ビーチクラフト スタッガーウィング
- ビーチクラフト モデル 18
- ベランカ CH-300
- ベルリナー-ジョイス OJ-2
- ブラツキン G-3
- グラマン グース
- ハワード DGA-11
- ハワード DGA-15
- ロッキード エレクトラ
- ロッキード L-12 エレクトラジュニア
- PWS-24
- シコルスキー R-5
- スパータン エクスキューティブ
- ヴォート OS2U キングフィッシャー
- ヴァルティー BT-13 ヴァリアント
- アグキャット モデル A, B, & オリジナル ライトフレーム

 カナダ
- デ・ハビランド・カナダ DHC-2 ビーバー

 イギリス
- アブロ アンソン
- エアスピード オックスフォード

 オーストラリア
- CAC ウィンジール